# Reticio di Autun
Reticio o Retizio (lat. Rheticius; inizio del IV secolo) è stato uno scrittore ecclesiastico e un vescovo gallo-romano.
Viene considerato santo dalla Chiesa cattolica.

## Biografia
Fu vescovo di Autun, il primo passato alla storia, secondo l'Enciclopedia Cattolica, tra il 310 e il 334. Gli succedette Cassiano.
Ha viaggiato per conto dell'imperatore Costantino il Grande nel 313 al Sinodo di Roma e nel 314 al Sinodo di Arles, al fine di giungere a una soluzione della controversia con i donatisti.
Gregorio di Tours ha elogiato Reticio nei suoi scritti e Girolamo lo cita nel suo De Viris illustribus:

## Culto
La Chiesa cattolica lo ricorda il 15 maggio.
Dal Martirologio Romano: "Ad Autun nela Gallia lugdunense, in Francia, san Retizio, vescovo, ricordato da sant'Agostino per la sua grande autorità di presule nella Chiesa e da san Girolamo come grande esegeta della Sacra Scrittura."